# Conseil de la maison impériale
Le Conseil de la maison impériale (皇室会議, Kōshitsu Kaigi) est un organisme composé de dix membres chargé d'approuver les questions statutaires de la maison impériale du Japon. Il fut établi en 1947 en même temps que la loi de la maison impériale.

## Fonctions
La loi de la maison impériale indique que le conseil doit être convoqué par le Premier ministre du Japon pour approuver :
- Les mariages de tous les membres mâles de la famille impériale (article X)
- La confiscation du statut impérial d'un membre de la famille impériale (articles XI, XIII et XIV)
- Le retrait de l'ordre de succession d'un héritier souffrant d'une maladie incurable (article III)
- La régence (articles XVI, XVIII et XX)

Le conseil de la maison impériale a été convoqué à sept reprises jusqu'à présent. À chaque fois, la réunion fut menée par le Premier ministre.

### Retrait du statut impérial
Cinquante et un membres ont perdu leur statut impérial en 1947 avec l'approbation du conseil.

### Approbation des mariages
Le conseil a discuté et approuvé six mariages depuis sa création :
| Date d'approbation | Mariés                            |
| ------------------ | --------------------------------- |
| 27 novembre 1958   | Prince Akihito et Michiko Shōda   |
| 28 février 1964    | Prince Masahito et Hanako Tsugaru |
| 18 avril 1980      | Prince Tomohito et Nobuko Aso     |
| 1 août 1984        | Prince Norihito et Hisako Tottori |
| 12 septembre 1989  | Prince Fumihito et Kiko Kawashima |
| 19 janvier 1993    | Prince Naruhito et Masako Owada   |

Les princesses de sang n'ont pas besoin d'approbation pour se marier, sauf si elles épousent un membre de la famille impériale, parce qu'elles deviendraient automatiquement roturières au moment de leurs mariages et parce que leurs époux ne deviendraient jamais membres de la famille impériale en vertu de la règle de succession patrilinéaire. Six princesses se sont mariées sans l'approbation du conseil depuis sa création.

## Membres du conseil de la maison impériale
L'article XXVIII de la loi de la maison impériale indique que le conseil de la maison impériale devra être constitué des personnes suivantes :
- Premier ministre
- deux membres de la famille impériale
- les président et vice-président de la Chambre des représentants
- le président et vice-président de la Chambre des conseillers
- le grand sénéchal de l'Agence impériale
- le juge en chef et un juge de la Cour suprême

L'article XXX de la loi de la maison impériale indique que dix autres membres devront être nommés comme membres de réserve du conseil :
- un ministre d'État - dans la plupart des cas, le secrétaire général du Cabinet ou le Vice-Premier ministre
- deux membres de la famille impériale
- deux membres de la Chambre des représentants
- deux membres de la Chambre des conseillers
- un officiel de l'agence impériale- dans la plupart des cas, le vice-grand sénéchal
- deux juges de la cour suprême

### Membres titulaires du conseil par ordre de préséance
- le prince Fumihito d'Akishino, depuis le 16 septembre 2015
- la princesse Hanako de Hitachi, depuis le 16 septembre 2007
- Tadamori Oshima (PDJ), président de la Chambre des représentants depuis le 21 avril 2015
- Tatsuo Kawabata (PLD),
- Chuichi Date (PLD), président de la Chambre des conseillers depuis le 21 avril 2015
- Akira Gunji, membre de la Chambre des conseillers
- Shinzō Abe, Premier ministre depuis le 26 décembre 2012
- Shinichirō Yamamoto
- Itsurō Terada, juge en chef de la Cour suprême depuis le 1er avril 2014
- Ryuko Sakurai, juge de la Cour suprême

Les membres de réserves sont :
- le prince Masahito de Hitachi
- la princesse Kiko d'Akishino
- Bunmei Ibuki
- Takahiro Yokomichi
- Seiko Hashimoto, membre de la Chambre des conseillers
- Yoshio Hachiro
- Tarō Asō
- Yasuhiko Nishimura
- Kiyoko Okabe
- Takehiko Ōtani

### Kōzoku Giin (représentant impérial)
Les Kōzoku Giin (皇族議員), littéralement « représentants impériaux », sont des princes ou princesses impériaux élus par les membres adultes de la famille impériale, hormis l'empereur, pour un mandat de quatre ans renouvelable. Deux autres membres sont élus pour devenir membres de réserve.
| Début du mandat    | Membres                                                | Membres                                              | Membres de réserve              | Membres de réserve                                  |
| ------------------ | ------------------------------------------------------ | ---------------------------------------------------- | ------------------------------- | --------------------------------------------------- |
| 16 septembre 1947  | Prince Nobuhito de Takamatsu                           | Princesse Yasuhito de Chichibu                       | Prince Takahito de Mikasa       | Princesse Nobuhito de Takamatsu                     |
| 16 septembre 1951  | Prince Nobuhito de Takamatsu                           | Prince Takahito de Mikasa                            | Princesse Yasuhito de Chichibu  | Princesse Atsuko de Yori (jusqu'au 10 octobre 1952) |
| (12 octobre 1952)  | Prince Nobuhito de Takamatsu                           | Prince Takahito de Mikasa                            | Princesse Yasuhito de Chichibu  | Princesse Nobuhito de Takamatsu                     |
| 16 septembre 1955  | Princesse Yasuhito de Chichibu                         | Prince Nobuhito de Takamatsu                         | Princesse Nobuhito de Takamatsu | Prince Takahito de Mikasa                           |
| 16 septembre 1959  | Prince Nobuhito de Takamatsu                           | Princesse Yasuhito de Chichibu                       | Prince Takahito de Mikasa       | Princesse Nobuhito de Takamatsu                     |
| 16 septembre 1963  | Prince Nobuhito de Takamatsu                           | Prince Takahito de Mikasa                            | Princesse Takahito de Mikasa    | Prince héritier Akihito                             |
| 16 septembre 1967  | Prince Nobuhito de Takamatsu                           | Prince Takahito de Mikasa                            | Princesse Yasuhito de Chichibu  | Prince héritier Akihito                             |
| 16 septembre 1971  | Prince Nobuhito de Takamatsu                           | Prince Takahito de Mikasa                            | Princesse Yasuhito de Chichibu  | Prince héritier Akihito                             |
| 16 septembre 1975  | Prince Nobuhito de Takamatsu                           | Prince Takahito de Mikasa                            | Princesse Yasuhito de Chichibu  | Prince héritier Akihito                             |
| 16 septembre 1979  | Prince Nobuhito de Takamatsu                           | Prince Takahito de Mikasa                            | Princesse Yasuhito de Chichibu  | Prince héritier Akihito                             |
| 16 septembre 1983  | Prince Nobuhito de Takamatsu (meurt le 3 février 1987) | Prince Takahito de Mikasa                            | Princesse Yasuhito de Chichibu  | Prince héritier Akihito                             |
| 16 septembre 1987  | Prince Takahito de Mikasa                              | Prince héritier Akihito (Empereur le 7 janvier 1989) | Prince Masahito de Hitachi      | Princesse Yasuhito de Chichibu                      |
| (5 septembre 1989) | Prince Takahito de Mikasa                              | Prince Masahito de Hitachi                           | (vacant)                        | Princesse Yasuhito de Chichibu                      |
| 16 septembre 1991  | Prince Takahito de Mikasa                              | Princesse Takahito de Mikasa                         | Prince Masahito de Hitachi      | Prince héritier Naruhito                            |
| 16 septembre 1995  | Prince Takahito de Mikasa                              | Princesse Takahito de Mikasa                         | Prince Masahito de Hitachi      | Prince héritier Naruhito                            |
| 16 septembre 1999  | Prince Takahito de Mikasa                              | Princesse Takahito de Mikasa                         | Prince héritier Naruhito        | Prince Masahito de Hitachi                          |
| 16 septembre 2003  | Prince Takahito de Mikasa                              | Princesse Takahito de Mikasa                         | Prince Masahito de Hitachi      | Princesse Masahito de Hitachi                       |
| 16 septembre 2007  | Prince Masahito de Hitachi                             | Princesse Masahito de Hitachi                        | Princesse Takahito de Mikasa    | Prince Fumihito d'Akishino                          |
| 16 septembre 2011  | Prince Masahito de Hitachi                             | Princesse Masahito de Hitachi                        | Princesse Takahito de Mikasa    | Prince Fumihito d'Akishino                          |
| 16 septembre 2015  | Prince Fumihito d'Akishino                             | Princesse Hanako de Hitachi                          | Prince Masahito de Hitachi      | Princesse Kiko d'Akishino                           |

La princesse Yori a cessé d'être un membre de réserve du conseil après s'être mariée et être devenue roturière le 10 octobre 1952. Elle a été remplacée par la princesse Takamatsu.

### Élections récentes
Le 3 septembre 2003, le prince Takahito de Mikasa fut réélu pour la onzième fois consécutive (la cinquième en tant que premier dans l'ordre de préséance) et la douzième depuis la création du conseil (il en a toujours été soit un membre de réserve soit un membre). Son épouse l'accompagne comme deuxième membre représentant la famille impériale pour la quatrième élection de suite. Le prince héritier Naruhito ne fut pas élu, au profit de sa tante la princesse Hanako de Hitachi. Ce fut la première fois depuis 1963 que le prince héritier ne fut pas élu comme membre ou membre de réserve du conseil.
Le 5 septembre 2007, l'impératrice Michiko, six princes et neuf princesses ont voté pour élire le couple princier de Hitachi comme membres du conseil, qui remplacent ainsi le prince et la princesse Takahito de Mikasa, les doyens de la famille impériale. La princesse Takahito de Mikasa reste néanmoins membre de réserve, associée désormais au prince Fumihito d'Akishino. Le prince de Mikasa fut retiré en raison de son grand âge (91 ans). Le prince héritier Naruhito ne fut de nouveau pas élu alors que son frère cadet, le prince d'Akishino le fut pour la première fois, un an après être devenu le père du premier garçon né au sein de la famille impériale en 40 ans, le prince Hisahito d'Akishino.
Le 7 septembre 2011, 18 membres de la famille impériale furent en lice pour les élections. Cette fois, celle-ci ne se tinrent pas au palais impérial mais dans une salle de conférence de l'Agence impériale pour réduire la consommation d'énergie. Les membres et les membres de réserves furent réélus. La prochaine élection aura lieu en septembre 2015.